# Плосково (Рамешковский район)
Плосково — деревня в Рамешковском районе Тверской области.

## География
Находится в восточной части Тверской области на расстоянии приблизительно 1 км на восток от районного центра поселка Рамешки.

## История
Упоминалась в 1627—1629 годах как пустошь. В 1678 году это уже деревня с 4 дворами, вотчина Троице-Сергиева монастыря. В 1859 году в русской казенной деревне Плосково 25 дворов. В советское время работали колхозы «Заря», им. Хрущева и «Прогресс». В 2001 году в деревне 15 домов постоянных жителей и 8 — собственность наследников и дачников. До 2021 входила в сельское поселение Некрасово Рамешковского района до их упразднения.

## Население
Численность населения: 160 человек (1859 год), 240 (1936), 29 (1989, в том числе русские 72 %, карелы 27 %), 34 (русские 73 % и карелы 24 %) в 2002 году, 33 в 2010.